# Córtex pré-frontal
O córtex pré-frontal (PFC) é a parte anterior do lobo frontal do cérebro, localizado anteriormente ao córtex motor primário e ao córtex pré-motor.
Esta região cerebral está relacionada ao planejamento de comportamentos e pensamentos complexos, expressão da personalidade, tomadas de decisões e modulação de comportamento social. A atividade básica dessa região é resultado de pensamentos e ações em acordo com metas internas.
Muitos autores indicam uma ligação entre a personalidade de uma pessoa e funcionamento do córtex pré-frontal.

## Funções

### Função Executiva
O processo neuropsicológico mais importante relacionado com o córtex pré-frontal é a função executiva. Esta função se relaciona a habilidades para diferenciar pensamentos conflitantes, consequências futuras de atividades correntes, trabalho em relação a uma meta definida, previsão de fatos, expectativas baseadas em ações, e controle social. Planejamento, tomada de decisão, controle inibitório, atenção e memória de trabalho são consideradas funções que podem ser classificadas como funções executivas, com uma ativação predominante do córtex pré-frontal. O córtex pré-frontal tem uma grande implicação no comportamento social. Prejuízos nas funções relacionadas ao cortex pré-frontal conduzem a uma maior impulsividade, agressividade e inadequação social.

## Galeria
Essas imagens da área de Brodmann 10 dão uma ideia clara de uma particular região do córtex pré-frontal.

Animação.
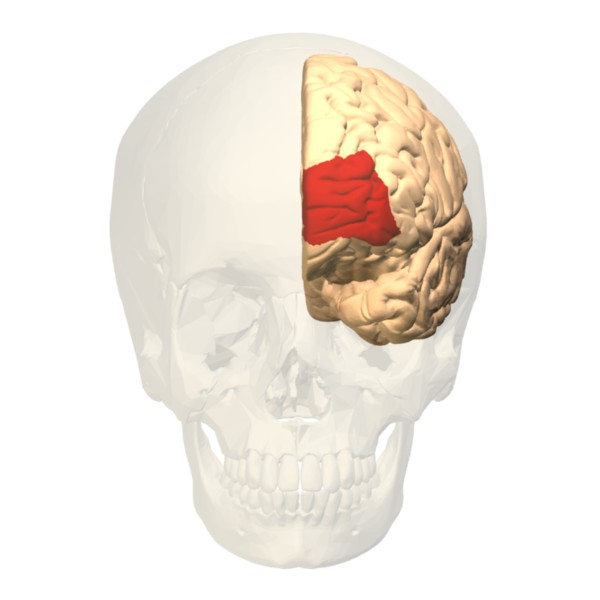
Vista frontal.
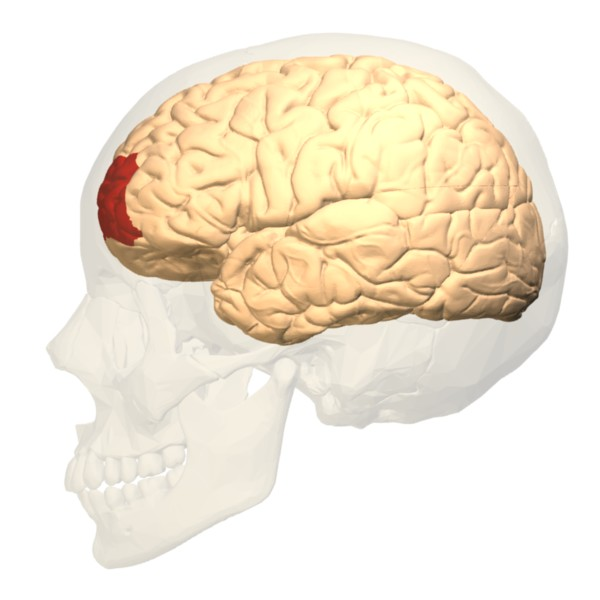
Vista lateral.
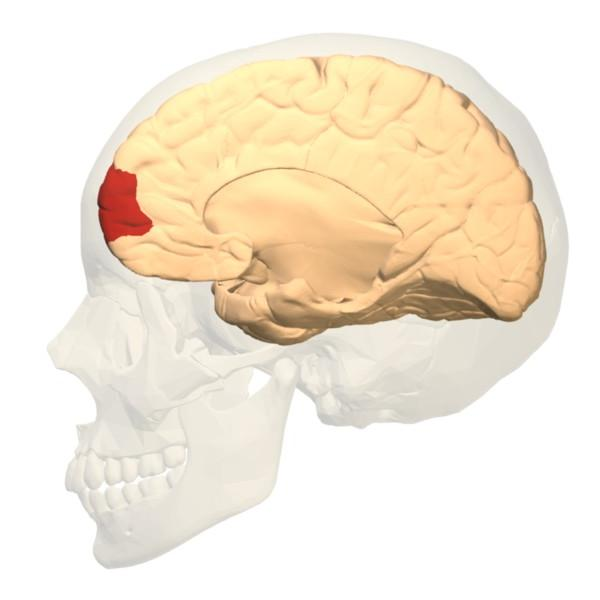
Vista medial.

## Evolução do córtex pré-frontal em primatas
O córtex pré-frontal é uma região do cérebro que desempenha um papel importante no controle do raciocínio, comportamento emocional, controle da atenção, escolha das opções comportamentais mais adequadas à situação social, funções Cognitivas, pensamento, raciocínio, Percepção sensorial e compreensão da linguagem. Além disso, o córtex pré-frontal é responsável pela formação de metas e objetivos, atuando na realização de planejamento, estratégias de ação e avaliação do sucesso ou fracasso em relação aos objetivos estabelecidos.
Ao longo do tempo, o córtex pré-frontal evoluiu em tamanho e complexidade em primatas, especialmente em humanos. Durante o desenvolvimento dos primatas, houve um crescimento pronunciado das chamadas áreas pré-frontais, o que demonstra a direta relação destas regiões com um aumento de atividades que necessitasse de funções cognitivas complexas. Além disso, as porções anteriores dos Lobos temporais e os pólos occipitais (Occipital) também são bem mais desenvolvidos no homem, estes últimos devido ao aumento de áreas associativas visuais. O grande desenvolvimento do Sistema nervoso central (SNC) que ocorreu durante a evolução dos vertebrados e dos mamíferos em particular, com o advento do Neocórtex, do qual o córtex pré-frontal faz parte, se faz a partir de dois componentes ou metades (Hipocampo e área piriforme), de maneira marcadamente desproporcional em relação ao desenvolvimento do restante do corpo destes animais, caracterizando um fenômeno evolutivo denominado “Encefalização”. Segundo a teoria evolucionista, tanto o aumento do volume encefálico quanto a especialização progressiva das suas estruturas ocorreram em função das forças evolutivas ambientais e como consequência do próprio desenvolvimento de novas capacidades. Portanto, é possível inferir que o córtex pré-frontal evoluiu ao longo do tempo em resposta às pressões evolutivas e às necessidades de adaptação dos primatas, permitindo o desenvolvimento de funções cognitivas mais complexas.

### Ancestral comum
O ancestral comum dos primatas é um animal que viveu há cerca de 65 milhões de anos e é considerado o ponto de partida para a evolução dos primatas. Esse ancestral tinha um cérebro relativamente pequeno e primitivo em comparação com os primatas modernos, com uma estrutura cerebral básica que incluía o Tronco cerebral, o  Cerebelo e o Sistema límbico.
As características do cérebro desse ancestral que antecederam o desenvolvimento do córtex pré-frontal ainda não eram tão especializadas para funções cognitivas superiores, como planejamento, tomada de decisão e controle emocional. Entretanto, o cérebro desse ancestral apresentava algumas características que foram importantes para a evolução posterior dos primatas, como por exemplo, o sistema límbico, que é responsável pelas emoções e comportamentos sociais. Além disso, o cerebelo, que é responsável pelo controle motor e pela coordenação dos movimentos, também já estava presente. Dessa forma, esse ancestral possuía áreas responsáveis por funções sensoriais, como a visão e a audição, e áreas responsáveis pelo processamento de informações mais complexas. Essas áreas mais complexas podem ser consideradas precursoras do córtex pré-frontal. O córtex pré-frontal evoluiu posteriormente em primatas, especialmente em humanos, e é responsável por funções executivas, como planejamento, tomada de decisão, controle inibitório e flexibilidade cognitiva, além de estar envolvido em processos emocionais e sociais.
Ao estudar o ancestral comum dos primatas, os pesquisadores podem examinar fósseis, evidências genéticas e comparar características cerebrais de primatas modernos para traçar a evolução do córtex pré-frontal. Essa investigação ajuda a entender como as mudanças anatômicas e funcionais ocorreram ao longo do tempo, levando ao desenvolvimento e especialização do córtex pré-frontal em primatas superiores. Portanto, esses estudos são essenciais para fornecer informações sobre o estágio inicial da evolução do cérebro dos primatas e estabelecer uma base para explorar o desenvolvimento posterior do córtex pré-frontal, o que ajuda a contextualizar as mudanças evolutivas e as características fundamentais que antecederam o surgimento dessa importante região cerebral em primatas modernos.

### Desenvolvimento e mudanças anatômicas
O córtex pré-frontal em primatas evoluiu posteriormente e de forma mais distante do que em outras regiões pré-frontais, o que está relacionado ao desenvolvimento tardio de funções cognitivas superiores, como a linguagem, em espécies avançadas, especialmente em humanos, e todas essas funções são amplamente dependentes do córtex pré-frontal.
O córtex pré-frontal em primatas não humanos, como macacos e chimpanzés, é semelhante ao córtex pré-frontal humano em sua face interna e orbitária, mas se distingue pelo volume e desenvolvimento da porção dorsolateral. Além disso, o córtex pré-frontal em primatas não humanos possui diferentes domínios que exercem papéis distintos na cognição, memória e emoção. No entanto, ele é significativamente maior e mais complexo do que o córtex pré-frontal em primatas não humanos, de modo que, por exemplo, o cérebro humano é 3,1 vezes maior do que o esperado para um Antropoide não humano com o mesmo peso corporal, determinando uma dessas características distintivas do córtex pré-frontal humano que podem estar relacionadas com o desenvolvimento de habilidades cognitivas avançadas.
É importante ressaltar que o estudo de uma única espécie não permite desvendar todas as regras básicas que governam a anatomia, fisiologia e desenvolvimento do cérebro de primatas em geral ou do cérebro humano em particular.

### Funções do córtex pré-frontal em primatas
O córtex pré-frontal em primatas desempenha um papel importante em várias funções cognitivas e comportamentais, incluindo planejamento, tomada de decisões, planejamento de ações, memória de trabalho, controle emocional, entre outros, e possuem diferentes domínios que exercem papéis distintos em tais funções. O aumento do controle cognitivo e a habilidade de raciocínio analógico são necessários para o confronto com a vida em sociedade, sugerindo que o córtex pré-frontal também está envolvido na interação social. A expansão evolutiva do córtex de associação está intimamente relacionada à evolução de funções cognitivas, e os primatas possuem uma considerável expansão em tais áreas de associação, notavelmente na região frontal, relacionada ao desenvolvimento de funções cognitivas superiores. Além disso, o córtex pré-frontal está envolvido no controle emocional e na regulação do comportamento, de modo que, em primatas, possui conexões com diversas regiões do cérebro que sugerem que ele exerce papéis diferentes na cognição, memória e emoção.

### Estudos e descobertas recentes
Diversas pesquisas recentes sobre o córtex pré-frontal em primatas trouxeram importantes descobertas e avanços científicos. Um estudo publicado em 2019 na revista Nature Neuroscience descobriu que o córtex pré-frontal em macacos contém neurônios que codificam informações sobre a tomada de decisões e ações futuras. Os pesquisadores descobriram que esses neurônios são ativados quando os macacos planejam uma ação futura, sugerindo que o córtex pré-frontal desempenha um papel importante na tomada de decisões e no planejamento de ações. Outro estudo publicado em 2020 na revista Science Advances analisou a evolução do córtex pré-frontal em primatas. Os pesquisadores descobriram que a expansão do córtex pré-frontal em primatas está relacionada à evolução de funções cognitivas superiores, como a tomada de decisões e o planejamento de ações. Além disso, eles descobriram que a expansão do córtex pré-frontal em primatas está associada a mudanças na expressão de genes envolvidos no desenvolvimento cerebral. Um estudo publicado em 2021 na revista Nature Communications analisou a evolução do córtex pré-frontal em primatas e descobriu que a expansão do córtex pré-frontal em primatas está associada a mudanças na organização celular do cérebro. Os pesquisadores descobriram que a expansão do córtex pré-frontal em primatas está associada a um aumento no número de Células gliais, que desempenham um papel importante no desenvolvimento e manutenção do cérebro. Além disso, outros estudos recentes têm explorado a relação entre o córtex pré-frontal e a interação social em primatas. Um estudo publicado em 2020 na revista Current Biology descobriu que o córtex pré-frontal em macacos está envolvido na percepção de expressões faciais e na tomada de decisões sociais. Os pesquisadores descobriram que a estimulação elétrica do córtex pré-frontal em macacos afetou sua capacidade de tomar decisões sociais, sugerindo que o córtex pré-frontal desempenha um papel importante na interação social em primatas.

Em resumo, estudos recentes sobre o córtex pré-frontal em primatas têm trazido importantes descobertas e avanços científicos em várias áreas, incluindo a identificação de neurônios que codificam informações sobre a tomada de decisões e ações futuras, a análise da evolução do córtex pré-frontal em primatas e a descoberta de mudanças na organização celular do cérebro associadas à expansão do córtex pré-frontal em primatas, além de avanços relacionados com a evolução do cérebro em primatas, com as funções cognitivas e comportamentais associadas ao córtex pré-frontal e com a interação social em primatas. Esses estudos têm contribuído para uma melhor compreensão do cérebro e do comportamento em primatas, bem como para o desenvolvimento de novas terapias e tratamentos para doenças neurológicas. 